# 甲州八珍果

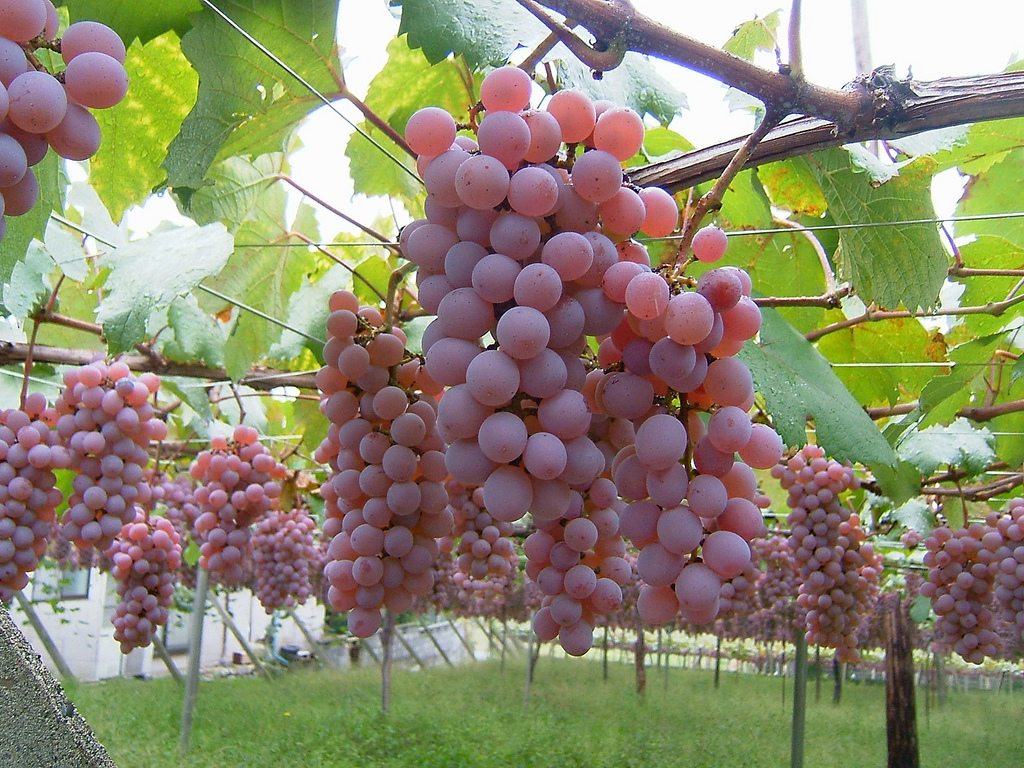
葡萄（甲州市）

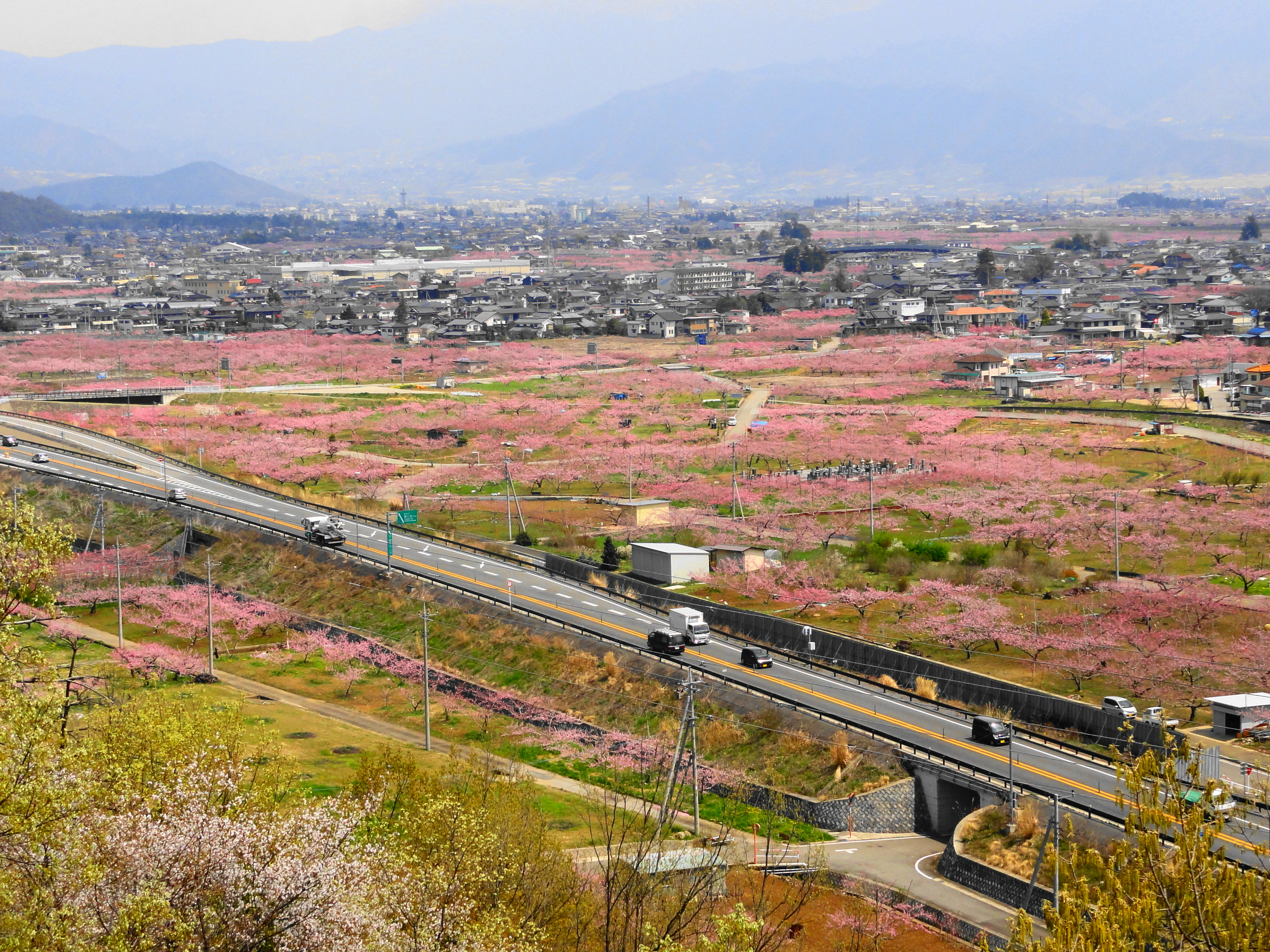
桃畑（笛吹市）

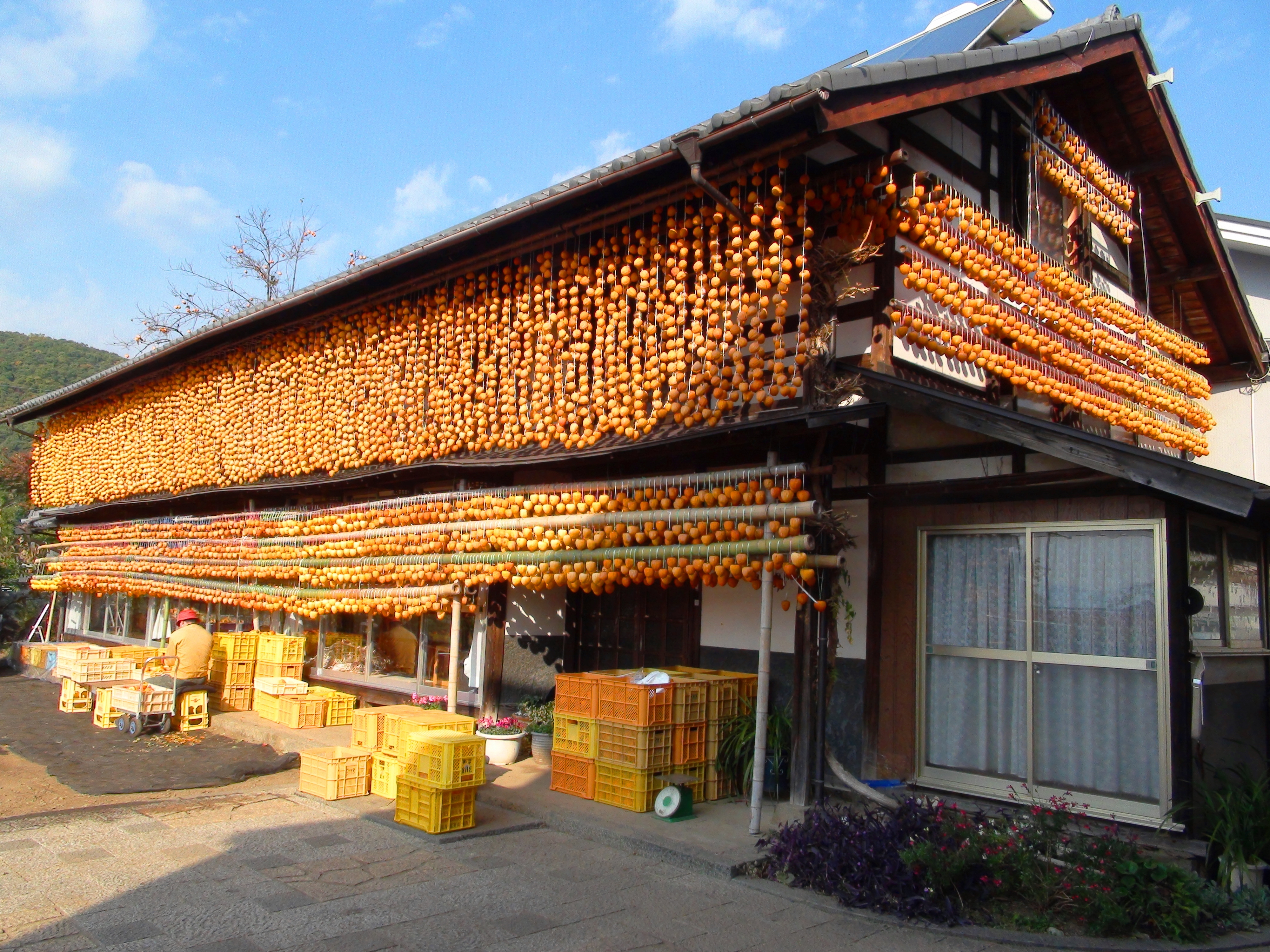
挂在屋檐下的柿子（甲州市）

甲州八珍果，又名甲斐八珍果，是江户时代甲州（后山梨县）的八种特产水果的总称。也就是说，它指葡萄、梨、桃子、柿子、日本栗、苹果、石榴、胡桃、银杏八种水果。山梨县自称“水果王国”，但是“甲州八珍果”这个词在很久以前山梨县广泛栽培果树的时候就已经流传甚广。

## 山梨县和水果
山梨县的土地中耕地面积的占比仅为5.9%，但由于其大规模栽培果树，其土地生产力高达3217万日元/公顷（2001年），在日本全国都名列前茅。此外，水果占山梨县农业总产值的比重高达58%（2003年），并已成为山梨县的主要作物，支撑着山梨县的农业。然而，早在1925年时，水果在山梨县农业总产值中占的比重仅为2.9%，相比日本全国2.0%的占比并没有较明显的差异。事实上，当时农业的核心为水稻和家蚕。而在20世纪60年代后，随着血吸虫对养蚕业造成的日渐的不景气，果树栽培逐渐替代之并成为了山梨县农业的核心产业。由于届时快速发展的交通网络、京滨地区市场对水果的日益增长的需求、国民休闲热潮的来临以及对观光果园的渴求，山梨县的水果产业迅速发展了起来。
该县一直自称“水果王国”，其葡萄、桃子、李子的栽培面积和生产量都在日本位居第一。其水果栽培十分发达的背景是，沿着釜无川、笛吹川、桂川除了细长的平地以外多是伴随着复杂地貌、有着高达800m海拔落差的倾斜地形，此地降雨量小、日照时间长、昼夜温差大。此外，由于此地四面环山，不易受到季风影响，气候较为干燥。再者，由于被冲积层、洪积层大规模覆盖，此地土壤极其肥沃。
木简上记载，奈良时代已经开始种植胡桃，平安时代的“延喜式”上，甲斐国（今山梨县）的特产中也有当地生产的种类丰富的梨，献上的特产也十分珍重、种类繁多。然而，当时果树的主体为落叶树，柑橘并没有被种植。
到了江户时代，由于甲斐国与江户的集市通过甲州街道连接了起来，以及考虑到水果种植促进甲斐国的经济发展，果类种植成为了甲斐国的一种重要的经济作物。在甲州八珍果中，葡萄、梨和柿子尤其被珍视，并作为贡品被献到江户幕府去。这种情况下，针对葡萄的课税方法在正德（1711年 - 1716年）期间从针对葡萄树棵数变为面向葡萄园面积的方法，从此可以看出葡萄已经成为了一个重要的收税对象与经济元素。在另一方面，针对梨的税收在整个江户时代间保持了按棵数征收，并未改变。事实上，生产的不仅仅是水果本身，更有各种加工品如石榴汁、核桃仁、葡萄干等，也有各种甜食，如源氏核桃。
山梨县的加纳岩医院（现加纳岩综合医院）在1971年发表了一篇关于果树区妇科疾病的生物学论文。这篇论文表示，由于新开发的赤霉素的处理作业需要注意力与持久力，且当地的男性农业劳动力数量不足，大量的妇女参与到果树区的作业中。其结果是，农家女性与非农家女性相比，静脉曲张的患者更多，农忙时期早产率更高，农药吸入引起的原发性不育症的患病率也明显更大。

## 提出者
目前尚不清楚是哪些人提出了甲州八珍果这个概念，关于此的理论也有很多。例如有理论认为，这个概念是浅野长政、柳沢吉保、小岛蕉园三人提出的。理论认为，这三人促进了当地果树的生产，并且强化了甲斐国的相关产业。